# Tubuk
A tubuk (a francia és angol neve után toubou, német neve után tubu, tibu vagy tibbu) Észak-Afrika egy népcsoportja, akik a közép-szaharai régió és a Közép-Száhil övezet régiójának népeihez tartoznak. Többségük a Tibesztiben és környékén él; Észak-Csádban, Dél-Líbiában, ÉK-Nigerben, kisebb részük ÉNy-Szudán területén.
Nevük kettős eredetű. A tu az arabból származik, és sziklát jelent. A bu a szudáni négerek nyelvében az embernek felel meg. A kettő együtt annyit jelent: a sziklák emberei. A nép saját magát északon tedának (tedda) nevezi, a Tibesztitől délre pedig dazának (dassa).
A nép a hamiták családjából származik és a Nílus-szaharai nyelvcsaládhoz tartozó tebu nyelveket beszéli, amelynek két változata a daza és a teda ismert. A legtöbb tubu daza anyanyelvű, a teda nyelvűek száma nem éri el az ötvenezer főt. Életmódjuk félnomád, a tuaregekéhoz hasonló. Fő foglalkozásuk az állattenyésztés. 
Egy részül a Szahara hegységeinek oázisaiban telepedett le, de jobbára csak a nők és gyermekek élnek az oázisokban - akik kertgazdálkodást folytatnak - a férfiak a tevéikkel állandóan vándorolnak és csak datolyaszüret idején térnek haza. Öltözködésük is hasonló a tuaregekéhez. A férfiak hosszú, tógaszerű vászoninget viselnek, amit ők kubunak hívnak. Míg a tuaregeké ez kék színű, a tubuké többnyire fehér. A férfiak eltakarják az arcukat fehér kendővel. A nők sokszor fekete színű kendőkbe burkolóznak, de az arcukat nem rejtik el. Vallásilag elsősorban a szunnita iszlám követői.
Az első és második líbiai polgárháború óta tubu nemzeti mozgalom indult Tubuföld néven önálló állam létrehozására Líbiától.

## Galéria

A tubu nép zászlaja
A tubu függetlenségi mozgalom zászlaja

## Fordítás
- Ez a szócikk részben vagy egészben  a   Toubou people című angol Wikipédia-szócikk fordításán alapul.  Az eredeti cikk szerkesztőit annak laptörténete sorolja fel. Ez a jelzés csupán a megfogalmazás eredetét és a szerzői jogokat jelzi, nem szolgál a cikkben szereplő információk forrásmegjelöléseként.
- Ez a szócikk részben vagy egészben  a   Tubu című német Wikipédia-szócikk fordításán alapul.  Az eredeti cikk szerkesztőit annak laptörténete sorolja fel. Ez a jelzés csupán a megfogalmazás eredetét és a szerzői jogokat jelzi, nem szolgál a cikkben szereplő információk forrásmegjelöléseként.